# 鉤嘴麗魚屬
鉤嘴麗魚屬，是條鰭魚綱䲁形目麗魚科下的一個屬。

## 分類
本屬屬於褶唇麗魚亞科，目前被認可的種如下：
- 梭鉤嘴麗魚 Rhamphochromis esox
- 野鉤嘴麗魚 Rhamphochromis ferox
- 長頭鉤嘴麗魚 Rhamphochromis longiceps
- 光鉤嘴麗魚 Rhamphochromis lucius
- 大眼鉤嘴麗魚 Rhamphochromis macrophthalmus
- 伍氏鉤嘴麗魚 Rhamphochromis woodi